# J. Cole/Diskografie
Diese Diskografie ist eine Übersicht über die musikalischen Werke des US-amerikanischen Rappers J. Cole. Den Schallplattenauszeichnungen zufolge verkaufte er bisher mehr als 165,5 Millionen Tonträger, davon alleine in seiner Heimat über 143,5 Millionen. Seine erfolgreichste Veröffentlichung ist die Single No Role Modelz mit über 17,1 Millionen verkauften Einheiten.

## Alben

### Studioalben
| Jahr | Titel Musiklabel                                                  | Höchstplatzierung, Gesamtwochen, AuszeichnungChartplatzierungen (Jahr, Titel, Musiklabel, Platzierungen, Wochen, Auszeichnungen, Anmerkungen) | Höchstplatzierung, Gesamtwochen, AuszeichnungChartplatzierungen (Jahr, Titel, Musiklabel, Platzierungen, Wochen, Auszeichnungen, Anmerkungen) | Höchstplatzierung, Gesamtwochen, AuszeichnungChartplatzierungen (Jahr, Titel, Musiklabel, Platzierungen, Wochen, Auszeichnungen, Anmerkungen) | Höchstplatzierung, Gesamtwochen, AuszeichnungChartplatzierungen (Jahr, Titel, Musiklabel, Platzierungen, Wochen, Auszeichnungen, Anmerkungen) | Höchstplatzierung, Gesamtwochen, AuszeichnungChartplatzierungen (Jahr, Titel, Musiklabel, Platzierungen, Wochen, Auszeichnungen, Anmerkungen) | Anmerkungen                                                    |
| Jahr | Titel Musiklabel                                                  | DE | AT | CH | UK | US | Anmerkungen                                                    |
| ---- | ----------------------------------------------------------------- | --- | --- | --- | --- | --- | -------------------------------------------------------------- |
| 2011 | Cole World: The Sideline Story Roc Nation • Columbia (Sony)       | — | — | CH62 (2 Wo.)CH | UK25 Gold · (2 Wo.)UK | US1 Platin · (70 Wo.)US | Erstveröffentlichung: 27. September 2011 Verkäufe: + 1.140.000 |
| 2013 | Born Sinner Roc Nation • Columbia • Dreamville (Sony)             | DE74 (1 Wo.)DE | — | CH27 (2 Wo.)CH | UK7 Gold · (7 Wo.)UK | US1 ×3Dreifachplatin · (132 Wo.)US | Erstveröffentlichung: 18. Juni 2013 Verkäufe: + 3.180.000      |
| 2014 | 2014 Forest Hills Drive Roc Nation • Columbia • Dreamville (Sony) | — | — | CH49 (2 Wo.)CH | UK27 Platin · (16 Wo.)UK | US1 ×6Sechsfachplatin · (… Wo.)US | Erstveröffentlichung: 9. Dezember 2014 Verkäufe: + 6.605.000   |
| 2016 | 4 Your Eyez Only Roc Nation • Interscope • Dreamville (UMG)       | DE79 (1 Wo.)DE | — | CH16 (1 Wo.)CH | UK21 Gold · (11 Wo.)UK | US1 ×2Doppelplatin · (69 Wo.)US | Erstveröffentlichung: 9. Dezember 2016 Verkäufe: + 2.160.000   |
| 2018 | KOD Roc Nation • Interscope • Dreamville (UMG)                    | DE16 (3 Wo.)DE | AT4 (2 Wo.)AT | CH6 (3 Wo.)CH | UK2 Gold · (11 Wo.)UK | US1 ×2Doppelplatin · (72 Wo.)US | Erstveröffentlichung: 20. April 2018 Verkäufe: + 2.200.000     |
| 2021 | The Off-Season Roc Nation • Interscope • Dreamville (UMG)         | DE16 (4 Wo.)DE | AT2 (5 Wo.)AT | CH5 (6 Wo.)CH | UK2 Gold · (10 Wo.)UK | US1 Platin · (75 Wo.)US | Erstveröffentlichung: 14. Mai 2021 Verkäufe: + 1.125.000       |

### Livealben
| Jahr | Titel Musiklabel                                                   | Höchstplatzierung, Gesamtwochen, AuszeichnungChartplatzierungen (Jahr, Titel, Musiklabel, Platzierungen, Wochen, Auszeichnungen, Anmerkungen) | Höchstplatzierung, Gesamtwochen, AuszeichnungChartplatzierungen (Jahr, Titel, Musiklabel, Platzierungen, Wochen, Auszeichnungen, Anmerkungen) | Höchstplatzierung, Gesamtwochen, AuszeichnungChartplatzierungen (Jahr, Titel, Musiklabel, Platzierungen, Wochen, Auszeichnungen, Anmerkungen) | Höchstplatzierung, Gesamtwochen, AuszeichnungChartplatzierungen (Jahr, Titel, Musiklabel, Platzierungen, Wochen, Auszeichnungen, Anmerkungen) | Höchstplatzierung, Gesamtwochen, AuszeichnungChartplatzierungen (Jahr, Titel, Musiklabel, Platzierungen, Wochen, Auszeichnungen, Anmerkungen) | Anmerkungen                           |
| Jahr | Titel Musiklabel                                                   | DE | AT | CH | UK | US | Anmerkungen                           |
| ---- | ------------------------------------------------------------------ | --- | --- | --- | --- | --- | ------------------------------------- |
| 2016 | Forest Hills Drive: Live Roc Nation • Columbia • Dreamville (Sony) | — | — | — | — | US71 (2 Wo.)US | Erstveröffentlichung: 28. Januar 2016 |

### Kompilationen
| Jahr | Titel Musiklabel                                               | Höchstplatzierung, Gesamtwochen, AuszeichnungChartplatzierungen (Jahr, Titel, Musiklabel, Platzierungen, Wochen, Auszeichnungen, Anmerkungen) | Höchstplatzierung, Gesamtwochen, AuszeichnungChartplatzierungen (Jahr, Titel, Musiklabel, Platzierungen, Wochen, Auszeichnungen, Anmerkungen) | Höchstplatzierung, Gesamtwochen, AuszeichnungChartplatzierungen (Jahr, Titel, Musiklabel, Platzierungen, Wochen, Auszeichnungen, Anmerkungen) | Höchstplatzierung, Gesamtwochen, AuszeichnungChartplatzierungen (Jahr, Titel, Musiklabel, Platzierungen, Wochen, Auszeichnungen, Anmerkungen) | Höchstplatzierung, Gesamtwochen, AuszeichnungChartplatzierungen (Jahr, Titel, Musiklabel, Platzierungen, Wochen, Auszeichnungen, Anmerkungen) | Anmerkungen                                                                      |
| Jahr | Titel Musiklabel                                               | DE | AT | CH | UK | US | Anmerkungen                                                                      |
| ---- | -------------------------------------------------------------- | --- | --- | --- | --- | --- | -------------------------------------------------------------------------------- |
| 2014 | Revenge of the Dreamers Dreamville                             | — | — | — | — | — | Erstveröffentlichung: 28. Januar 2014 mit Dreamville Records                     |
| 2015 | Revenge of the Dreamers II Interscope • Dreamville (UMG)       | — | — | — | — | US29 (2 Wo.)US | Erstveröffentlichung: 8. Dezember 2015 mit Dreamville Records                    |
| 2019 | Revenge of the Dreamers III Interscope • Dreamville (UMG)      | — | AT73 (1 Wo.)AT | CH28 (2 Wo.)CH | — | US1 Platin · (97 Wo.)US | Erstveröffentlichung: 5. Juli 2019 Verkäufe: + 1.015.000; mit Dreamville Records |
| 2022 | D-Day – A Gangsta Grillz Mixtape Interscope • Dreamville (UMG) | — | — | — | UK94 (1 Wo.)UK | US11 (2 Wo.)US | Erstveröffentlichung: 31. März 2022 mit Dreamville Records                       |

### Mixtapes
| Jahr | Titel Musiklabel                                 | Höchstplatzierung, Gesamtwochen, AuszeichnungChartplatzierungen (Jahr, Titel, Musiklabel, Platzierungen, Wochen, Auszeichnungen, Anmerkungen) | Höchstplatzierung, Gesamtwochen, AuszeichnungChartplatzierungen (Jahr, Titel, Musiklabel, Platzierungen, Wochen, Auszeichnungen, Anmerkungen) | Höchstplatzierung, Gesamtwochen, AuszeichnungChartplatzierungen (Jahr, Titel, Musiklabel, Platzierungen, Wochen, Auszeichnungen, Anmerkungen) | Höchstplatzierung, Gesamtwochen, AuszeichnungChartplatzierungen (Jahr, Titel, Musiklabel, Platzierungen, Wochen, Auszeichnungen, Anmerkungen) | Höchstplatzierung, Gesamtwochen, AuszeichnungChartplatzierungen (Jahr, Titel, Musiklabel, Platzierungen, Wochen, Auszeichnungen, Anmerkungen) | Anmerkungen                                             |
| Jahr | Titel Musiklabel                                 | DE | AT | CH | UK | US | Anmerkungen                                             |
| ---- | ------------------------------------------------ | --- | --- | --- | --- | --- | ------------------------------------------------------- |
| 2007 | The Come Up Mixtape Vol. 1 Selbstverlag          | — | — | — | — | — | Erstveröffentlichung: 4. Mai 2007                       |
| 2009 | The Warm Up Roc Nation                           | — | — | — | — | US159 (1 Wo.)US | Erstveröffentlichung: 15. Juni 2009 Charteinstieg: 2024 |
| 2010 | Friday Late Nights Roc Nation • Dreamville       | — | — | — | — | US147 (1 Wo.)US | Erstveröffentlichung: 12. November 2010                 |
| 2024 | Might Delete Later Colw World • Interscope (UMG) | DE31 (1 Wo.)DE | AT14 (1 Wo.)AT | CH5 (3 Wo.)CH | UK7 (2 Wo.)UK | US2 (8 Wo.)US | Erstveröffentlichung: 5. April 2024                     |

### EPs
| Jahr | Titel Musiklabel           | Anmerkungen                            |
| ---- | -------------------------- | -------------------------------------- |
| 2013 | Truly Yours Selbstverlag   | Erstveröffentlichung: 12. Februar 2013 |
| 2013 | Truly Yours 2 Selbstverlag | Erstveröffentlichung: 30. April 2013   |

## Singles

### Als Leadmusiker
| Jahr | Titel Album                                     | Höchstplatzierung, Gesamtwochen, AuszeichnungChartplatzierungen (Jahr, Titel, Album, Platzierungen, Wochen, Auszeichnungen, Anmerkungen) | Höchstplatzierung, Gesamtwochen, AuszeichnungChartplatzierungen (Jahr, Titel, Album, Platzierungen, Wochen, Auszeichnungen, Anmerkungen) | Höchstplatzierung, Gesamtwochen, AuszeichnungChartplatzierungen (Jahr, Titel, Album, Platzierungen, Wochen, Auszeichnungen, Anmerkungen) | Höchstplatzierung, Gesamtwochen, AuszeichnungChartplatzierungen (Jahr, Titel, Album, Platzierungen, Wochen, Auszeichnungen, Anmerkungen) | Höchstplatzierung, Gesamtwochen, AuszeichnungChartplatzierungen (Jahr, Titel, Album, Platzierungen, Wochen, Auszeichnungen, Anmerkungen) | Anmerkungen                                                                                 |
| Jahr | Titel Album                                     | DE | AT | CH | UK | US | Anmerkungen                                                                                 |
| --- | ----------------------------------------------- | --- | --- | --- | --- | --- | ------------------------------------------------------------------------------------------- |
| 2009 | Lights Please The Warm Up                       | — | — | — | — | — | Erstveröffentlichung: 24. November 2009                                                     |
| 2010 | Who Dat Cole World: The Sideline Story          | — | — | — | — | US93 (1 Wo.)US | Erstveröffentlichung: 31. Mai 2010                                                          |
| 2011 | Work Out Cole World: The Sideline Story         | — | — | — | UK— PlatinUK | US13 ×2Doppelplatin · (28 Wo.)US | Erstveröffentlichung: 15. Juni 2011 Verkäufe: + 3.120.000                                   |
| 2011 | Can’t Get Enough Cole World: The Sideline Story | — | — | — | UK— SilberUK | US52 Platin · (20 Wo.)US | Erstveröffentlichung: 1. September 2011 Verkäufe: + 1.200.000; feat. Trey Songz             |
| 2011 | Mr. Nice Watch Cole World: The Sideline Story   | — | — | — | — | — | Erstveröffentlichung: 4. Oktober 2011 feat. Jay-Z                                           |
| 2012 | Nobody’s Perfect Cole World: The Sideline Story | — | — | — | — | US61 Gold · (19 Wo.)US | Erstveröffentlichung: 7. Februar 2012 Verkäufe: + 500.000; feat. Missy Elliott              |
| 2012 | Miss America Born Sinner                        | — | — | — | — | — | Erstveröffentlichung: 13. November 2012                                                     |
| 2013 | Power Trip Born Sinner                          | — | — | — | UK46 Platin · (7 Wo.)UK | US19 Platin · (29 Wo.)US | Erstveröffentlichung: 14. Februar 2013 Verkäufe: + 1.770.000; feat. Miguel                  |
| 2013 | Crooked Smile Born Sinner                       | — | — | — | UK— SilberUK | US27 Platin · (20 Wo.)US | Erstveröffentlichung: 4. Juni 2013 Verkäufe: + 1.260.000; feat. TLC                         |
| 2013 | Forbidden Fruit Born Sinner                     | — | — | — | — | — | Erstveröffentlichung: 1. August 2013 feat. Kendrick Lamar                                   |
| 2013 | She Knows Born Sinner                           | — | — | — | UK68 Platin · (2 Wo.)UK | US90 (5 Wo.)US | Erstveröffentlichung: 29. Oktober 2013 Verkäufe: + 845.000; feat. Amber Coffman & The Cults |
| 2014 | Apparently 2014 Forest Hills Drive              | — | — | — | UK— SilberUK | US58 ×3Dreifachplatin · (16 Wo.)US | Erstveröffentlichung: 9. Dezember 2014 Verkäufe: + 3.230.000                                |
| 2015 | Wet Dreamz 2014 Forest Hills Drive              | — | — | — | UK— ×2DoppelplatinUK | US61 ×9Neunfachplatin · (20 Wo.)US | Erstveröffentlichung: 14. April 2015 Verkäufe: + 10.780.000                                 |
| 2015 | No Role Modelz 2014 Forest Hills Drive          | DE— GoldDE | — | — | UK— ×3DreifachplatinUK | US36 ×4Diamant + Vierfachplatin · (25 Wo.)US                                                                                             | Erstveröffentlichung: 4. August 2015 Verkäufe: + 17.170.000                                 |
| 2016 | Love Yourz 2014 Forest Hills Drive              | — | — | — | UK— GoldUK | US— ×3DreifachplatinUS | Erstveröffentlichung: 27. Februar 2016 Verkäufe: + 3.495.000                                |
| 2016 | Everybody Dies –                                | — | — | — | — | US57 Gold · (1 Wo.)US | Erstveröffentlichung: 5. Dezember 2016 Verkäufe: + 500.000                                  |
| 2016 | False Prophets –                                | — | — | — | — | US54 Gold · (2 Wo.)US | Erstveröffentlichung: 5. Dezember 2016 Verkäufe: + 500.000                                  |
| 2017 | Deja Vu 4 Your Eyez Only                        | — | — | CH46 (2 Wo.)CH | UK30 Gold · (6 Wo.)UK | US7 ×3Dreifachplatin · (20 Wo.)US | Erstveröffentlichung: 10. Januar 2017 Verkäufe: + 3.575.000                                 |
| 2017 | High for Hours –                                | — | — | — | — | US— GoldUS | Erstveröffentlichung: 18. Januar 2017 Verkäufe: + 500.000                                   |
| 2017 | Neighbors 4 Your Eyez Only                      | — | — | CH96 (1 Wo.)CH | UK54 Gold · (1 Wo.)UK | US13 ×4Vierfachplatin · (6 Wo.)US | Erstveröffentlichung: 25. April 2017 Verkäufe: + 4.605.000                                  |
| 2018 | KOD                                             | — | AT70 (1 Wo.)AT | CH42 (2 Wo.)CH | UK17 Silber · (4 Wo.)UK | US10 ×3Dreifachplatin · (12 Wo.)US | Erstveröffentlichung: 8. Mai 2018 Verkäufe: + 3.405.000                                     |
| 2018 | ATM KOD                                         | — | — | CH67 (1 Wo.)CH | UK28 (2 Wo.)UK | US6 ×2Doppelplatin · (5 Wo.)US | Erstveröffentlichung: 31. Juli 2018 Verkäufe: + 2.075.000                                   |
| 2018 | Album of the Year (Freestyle) –                 | — | — | — | — | US87 Gold · (1 Wo.)US | Erstveröffentlichung: 7. August 2018 Verkäufe: + 500.000                                    |
| 2019 | Middle Child Revenge of the Dreamers III        | DE70 (2 Wo.)DE | AT40 (3 Wo.)AT | CH28 (8 Wo.)CH | UK9 Platin · (11 Wo.)UK | US4 Diamant · (27 Wo.)US | Erstveröffentlichung: 23. Januar 2019 Verkäufe: + 11.350.000                                |
| 2020 | Snow on tha Bluff –                             | — | — | — | — | US54 Gold · (2 Wo.)US | Erstveröffentlichung: 16. Juni 2020 Verkäufe: + 500.000                                     |
| 2020 | The Climb Back The Off-Season                   | — | — | — | UK77 (1 Wo.)UK | US25 Platin · (4 Wo.)US | Erstveröffentlichung: 22. Juli 2020 Verkäufe: + 1.035.000                                   |
| 2020 | Lion King on Ice Lewis Street                   | — | — | — | UK65 (1 Wo.)UK | US51 Gold · (2 Wo.)US | Erstveröffentlichung: 22. Juli 2020 Verkäufe: + 500.000                                     |
| 2021 | Interlude The Off-Season                        | DE— aDE | — | CH56 (1 Wo.)CH | UK25 (1 Wo.)UK | US8 Platin · (3 Wo.)US | Erstveröffentlichung: 7. Mai 2021 Verkäufe: + 1.035.000                                     |
| 2021 | My Life The Off-Season                          | — | AT70 (1 Wo.)AT | CH34 (2 Wo.)CH | UK13 Silber · (4 Wo.)UK | US2 ×2Doppelplatin · (14 Wo.)US | Erstveröffentlichung: 25. Mai 2021 Verkäufe: + 2.310.000; mit 21 Savage & Morray            |
| 2023 | The Secret Recipe                               | — | — | — | — | US92 (1 Wo.)US | Erstveröffentlichung: 29. September 2023 mit Lil Yachty                                     |
| 2025 | Clouds –                                        | — | — | — | — | US69 (2 Wo.)US | Erstveröffentlichung: 21. Februar 2025                                                      |
| Folgende Lieder erschienen nicht als Single, wurden aber durch das Album zum Download und Streaming bereitgestellt und konnten somit eine Platzierung erlangen: |                                                 | | | | | |                                                                                             |
| |                                                 | | | | | |                                                                                             |
| 2016 | Immortal 4 Your Eyez Only                       | — | — | CH75 (1 Wo.)CH | UK49 Silber · (1 Wo.)UK | US11 Platin · (5 Wo.)US | Charteinstieg: 18. Dezember 2016 Verkäufe: + 1.270.000                                      |
| 2016 | Change 4 Your Eyez Only                         | — | — | — | UK63 Silber · (1 Wo.)UK | US21 Platin · (2 Wo.)US | Charteinstieg: 22. Dezember 2016 Verkäufe: + 1.235.000                                      |
| 2016 | Ville Mentality 4 Your Eyez Only                | — | — | — | UK78 (1 Wo.)UK | US24 Platin · (24 Wo.)US | Charteinstieg: 22. Dezember 2016 Verkäufe: + 1.000.000                                      |
| 2016 | She’s Mine, Pt. 1 4 Your Eyez Only              | — | — | — | UK81 (1 Wo.)UK | US22 Platin · (2 Wo.)US | Charteinstieg: 22. Dezember 2016 Verkäufe: + 1.000.000                                      |
| 2016 | For Whom the Bell Tolls 4 Your Eyez Only        | — | — | — | UK82 (1 Wo.)UK | US23 Gold · (2 Wo.)US | Charteinstieg: 22. Dezember 2016 Verkäufe: + 500.000                                        |
| 2016 | Foldin Clothes 4 Your Eyez Only                 | — | — | — | UK89 (1 Wo.)UK | US30 Gold · (2 Wo.)US | Charteinstieg: 22. Dezember 2016 Verkäufe: + 500.000                                        |
| 2016 | 4 Your Eyez Only                                | — | — | — | UK90 (1 Wo.)UK | US29 Platin · (1 Wo.)US | Charteinstieg: 22. Dezember 2016 Verkäufe: + 1.000.000                                      |
| 2016 | She’s Mine, Pt. 2 4 Your Eyez Only              | — | — | — | — | US34 Gold · (1 Wo.)US | Charteinstieg: 31. Dezember 2016 Verkäufe: + 500.000                                        |
| 2018 | Photograph KOD                                  | — | — | CH87 (1 Wo.)CH | UK30 (1 Wo.)UK | US14 Platin · (2 Wo.)US | Charteinstieg: 29. April 2018 Verkäufe: + 1.035.000                                         |
| 2018 | Kevin’s Heart KOD                               | — | — | — | UK56 Silber · (1 Wo.)UK | US8 ×3Dreifachplatin · (5 Wo.)US | Charteinstieg: 5. Mai 2018 Verkäufe: + 3.305.000                                            |
| 2018 | Motiv8 KOD                                      | — | — | — | — | US15 Platin · (2 Wo.)US | Charteinstieg: 5. Mai 2018 Verkäufe: + 1.035.000                                            |
| 2018 | 1985 (Intro to the Fall Off) KOD                | — | — | — | — | US20 Platin · (2 Wo.)US | Charteinstieg: 5. Mai 2018 Verkäufe: + 1.035.000                                            |
| 2018 | The Cut Off KOD                                 | — | — | — | — | US28 Gold · (1 Wo.)US | Charteinstieg: 5. Mai 2018 Verkäufe: + 500.000                                              |
| 2018 | Brackets KOD                                    | — | — | — | — | US30 Platin · (1 Wo.)US | Charteinstieg: 5. Mai 2018 Verkäufe: + 1.000.000                                            |
| 2018 | Window Pain (Outro) KOD                         | — | — | — | — | US41 Gold · (1 Wo.)US | Charteinstieg: 5. Mai 2018 Verkäufe: + 500.000                                              |
| 2018 | Friends KOD                                     | — | — | — | — | US46 Gold · (1 Wo.)US | Charteinstieg: 5. Mai 2018 Verkäufe: + 500.000; feat. kiLL edward                           |
| 2018 | Once an Addict KOD                              | — | — | — | — | US47 Gold · (1 Wo.)US | Charteinstieg: 5. Mai 2018 Verkäufe: + 500.000                                              |
| 2018 | Intro KOD                                       | — | — | — | — | US53 Gold · (1 Wo.)US | Charteinstieg: 5. Mai 2018 Verkäufe: + 500.000                                              |
| 2021 | Pride Is the Devil The Off-Season               | — | AT72 (1 Wo.)AT | CH40 (2 Wo.)CH | UK15 Silber · (5 Wo.)UK | US7 ×2Doppelplatin · (6 Wo.)US | Charteinstieg: 23. Mai 2021 Verkäufe: + 2.270.000; feat. Lil Baby                           |
| 2021 | Amari The Off-Season                            | — | AT69 (1 Wo.)AT | CH37 (1 Wo.)CH | UK16 Silber · (4 Wo.)UK | US5 Platin · (3 Wo.)US | Charteinstieg: 23. Mai 2021 Verkäufe: + 1.235.000                                           |
| 2021 | 95 South The Off-Season                         | — | — | — | — | US8 Platin · (3 Wo.)US | Charteinstieg: 29. Mai 2021 Verkäufe: + 1.000.000                                           |
| 2021 | Applying Pressure The Off-Season                | — | — | — | — | US13 Gold · (2 Wo.)US | Charteinstieg: 29. Mai 2021 Verkäufe: + 500.000                                             |
| 2021 | 100 Mil The Off-Season                          | — | — | — | — | US14 Gold · (2 Wo.)US | Charteinstieg: 29. Mai 2021 Verkäufe: + 500.000; mit Bas                                    |
| 2021 | Let Go My Hand The Off-Season                   | — | — | — | — | US19 Gold · (2 Wo.)US | Charteinstieg: 29. Mai 2021 Verkäufe: + 500.000; mit Bas & 6lack                            |
| 2021 | Punchin’ the Clock The Off-Season               | — | — | — | — | US20 Gold · (2 Wo.)US | Charteinstieg: 29. Mai 2021 Verkäufe: + 500.000                                             |
| 2021 | Hunger on Hillside The Off-Season               | — | — | — | — | US28 Gold · (1 Wo.)US | Charteinstieg: 29. Mai 2021 Verkäufe: + 500.000; mit Bas                                    |
| 2021 | Close The Off-Season                            | — | — | — | — | US33 (1 Wo.)US | Charteinstieg: 29. Mai 2021                                                                 |
| 2022 | Stick D-Day – A Gangsta Grillz Mixtape          | — | — | — | — | US71 (1 Wo.)US | Charteinstieg: 16. April 2022 JID & J. Cole featuring Kenny Mason & Sheck Wes               |
| 2024 | H.Y.B. Might Delete Later                       | — | — | — | UK29 (4 Wo.)UK | US35 (1 Wo.)US | Charteinstieg: 18. April 2024 feat. Bas & Central Cee                                       |
| 2024 | 7 Minute Drill Might Delete Later               | — | — | — | UK38 (1 Wo.)UK | US6 (1 Wo.)US | Charteinstieg: 18. April 2024                                                               |
| 2024 | Crocodile Tearz Might Delete Later              | — | — | — | UK53 (1 Wo.)UK | US19 (2 Wo.)US | Charteinstieg: 18. April 2024                                                               |
| 2024 | Huntin’ Wabbitz Might Delete Later              | — | — | — | — | US28 (2 Wo.)US | Charteinstieg: 20. April 2024                                                               |
| 2024 | Pricey Might Delete Later                       | — | — | — | — | US29 (1 Wo.)US | Charteinstieg: 20. April 2024 feat. Ari Lennox, Young Dro & Gucci Mane                      |
| 2024 | Ready ’24 Might Delete Later                    | — | — | — | — | US38 (1 Wo.)US | Charteinstieg: 20. April 2024 feat. Cam’ron                                                 |
| 2024 | Stickz N Stonez Might Delete Later              | — | — | — | — | US53 (1 Wo.)US | Charteinstieg: 20. April 2024                                                               |
| 2024 | Fever Might Delete Later                        | — | — | — | — | US59 (1 Wo.)US | Charteinstieg: 20. April 2024                                                               |
| 2024 | Pi Might Delete Later                           | — | — | — | — | US62 (1 Wo.)US | Charteinstieg: 20. April 2024 feat. Daylyt & Ab-Soul                                        |
| 2024 | Stealth Mode Might Delete Later                 | — | — | — | — | US65 (1 Wo.)US | Charteinstieg: 20. April 2024 feat. Bas                                                     |
| 2024 | Trae the Truth in Ibiza Might Delete Later      | — | — | — | — | US66 (1 Wo.)US | Charteinstieg: 20. April 2024                                                               |
| 2024 | 3001 Might Delete Later                         | — | — | — | — | US72 (1 Wo.)US | Charteinstieg: 20. April 2024                                                               |

### Als Gastmusiker
| Jahr | Titel Album                                          | Höchstplatzierung, Gesamtwochen, AuszeichnungChartplatzierungen (Jahr, Titel, Album, Platzierungen, Wochen, Auszeichnungen, Anmerkungen) | Höchstplatzierung, Gesamtwochen, AuszeichnungChartplatzierungen (Jahr, Titel, Album, Platzierungen, Wochen, Auszeichnungen, Anmerkungen) | Höchstplatzierung, Gesamtwochen, AuszeichnungChartplatzierungen (Jahr, Titel, Album, Platzierungen, Wochen, Auszeichnungen, Anmerkungen) | Höchstplatzierung, Gesamtwochen, AuszeichnungChartplatzierungen (Jahr, Titel, Album, Platzierungen, Wochen, Auszeichnungen, Anmerkungen) | Höchstplatzierung, Gesamtwochen, AuszeichnungChartplatzierungen (Jahr, Titel, Album, Platzierungen, Wochen, Auszeichnungen, Anmerkungen) | Anmerkungen |
| Jahr | Titel Album                                          | DE | AT | CH | UK | US | Anmerkungen |
| --- | ---------------------------------------------------- | --- | --- | --- | --- | --- | --- |
| 2010 | Just Begun Revolutions per Minute                    | — | — | — | — | — | Erstveröffentlichung: 2. Februar 2010 Reflection Eternal feat. J. Cole, Mos Def & Jay Electronica                   |
| 2010 | All I Want Is You                                    | — | — | — | UK— SilberUK | US58 Platin · (14 Wo.)US | Erstveröffentlichung: 25. Mai 2010 Verkäufe: + 1.200.000; Miguel feat. J. Cole                                      |
| 2011 | Feel Love –                                          | — | — | — | — | — | Erstveröffentlichung: 4. Februar 2011 Sean Garrett feat. J. Cole                                                    |
| 2011 | Bad Girls Club –                                     | — | — | — | — | — | Erstveröffentlichung: 15. Juli 2011 Wale feat. J. Cole                                                              |
| 2011 | Trouble –                                            | — | — | — | — | — | Erstveröffentlichung: 12. August 2011 Bei Maejor feat. J. Cole                                                      |
| 2011 | Only Wanna Give It to You Perfectly Imperfect        | — | — | — | — | — | Erstveröffentlichung: 16. August 2011 Elle Varner feat. J. Cole                                                     |
| 2011 | Party (Remix) 3                                      | — | — | — | — | — | Erstveröffentlichung: 24. Oktober 2011 Beyoncé feat. J. Cole                                                        |
| 2012 | This Time The MF Life                                | — | — | — | — | — | Erstveröffentlichung: 20. Februar 2012 Melanie Fiona feat. J. Cole                                                  |
| 2013 | Acid Rain (Remix) –                                  | — | — | — | — | — | Erstveröffentlichung: 14. Januar 2013 Alexis Jordan feat. J. Cole                                                   |
| 2014 | Cold Blood I Am                                      | — | — | — | — | — | Erstveröffentlichung: 4. Februar 2014 Yo Gotti feat. J. Cole & Canei Finch                                          |
| 2015 | Planez Late Nights                                   | — | — | — | UK— GoldUK | US44 ×5Fünffachplatin · (20 Wo.)US | Erstveröffentlichung: 22. Januar 2015 Verkäufe: + 5.460.000; Jeremih feat. J. Cole                                  |
| 2015 | No Sleeep Unbreakable                                | — | — | — | — | US63 (2 Wo.)US | Erstveröffentlichung: 22. Juni 2015 Janet Jackson feat. J. Cole                                                     |
| 2015 | Night Job Too High to Riot                           | — | — | — | — | US86 Gold · (15 Wo.)US | Erstveröffentlichung: 4. Dezember 2015 Verkäufe: + 500.000; Bas feat. J. Cole                                       |
| 2016 | Can’t Call It Bears Like This Too Much               | — | — | — | — | — | Erstveröffentlichung: 8. November 2016 Spillage Village feat. EarthGang, J.I.D, J. Cole & Bas                       |
| 2017 | Come Through and Chill War & Leisure                 | — | — | — | UK— SilberUK | US— PlatinUS | Erstveröffentlichung: 27. November 2017 Verkäufe: + 1.270.000; Miguel feat. J. Cole                                 |
| 2018 | Boblo Boat Book of Ryan                              | — | — | — | — | — | Erstveröffentlichung: 23. März 2018 Royce da 5'9" feat. J. Cole                                                     |
| 2018 | Tribe Milky Way                                      | — | — | — | UK— SilberUK | — | Erstveröffentlichung: 22. August 2018 Verkäufe: + 200.000; Bas feat. J. Cole                                        |
| 2018 | Sojourner 9th Wonder Presents: Jamla Is the Squad II | — | — | — | — | — | Erstveröffentlichung: 26. Oktober 2018 Rapsody feat. J. Cole                                                        |
| 2018 | Off Deez DiCaprio 2                                  | — | — | — | — | US— PlatinUS | Erstveröffentlichung: 6. November 2018 Verkäufe: + 1.040.000; J.I.D feat. J. Cole                                   |
| 2019 | A Lot I Am > I Was                                   | — | — | CH79 (2 Wo.)CH | UK29 Platin · (11 Wo.)UK | US12 ×5Fünffachplatin · (23 Wo.)US | Erstveröffentlichung: 8. Januar 2019 Verkäufe: + 6.640.000; 21 Savage feat. J. Cole                                 |
| 2019 | Purple Emoji –                                       | — | — | — | — | US— GoldUS | Erstveröffentlichung: 20. Mai 2019 Verkäufe: + 500.000 Ty Dolla Sign feat. J. Cole                                  |
| 2019 | The London So Much Fun                               | DE71 (3 Wo.)DE | AT37 (3 Wo.)AT | CH20 (21 Wo.)CH | UK18 Platin · (10 Wo.)UK | US12 ×3Dreifachplatin · (20 Wo.)US | Erstveröffentlichung: 23. Mai 2019 Verkäufe: + 4.150.000; Young Thug feat. J. Cole & Travis Scott                   |
| 2019 | Down Bad Revenge of the Dreamers III                 | — | — | — | — | US64 Gold · (2 Wo.)US | Erstveröffentlichung: 12. Juni 2019 Verkäufe: + 500.000; Dreamville feat. JID, Bas, J. Cole, EarthGang & Young Nudy |
| 2021 | The Jackie (Bump) Pick Me Up                         | — | — | — | UK100 (1 Wo.)UK | US78 (1 Wo.)US | Erstveröffentlichung: 9. Juli 2021 Bas feat. J. Cole & Lil Tjay                                                     |
| 2021 | Your Heart –                                         | — | — | — | UK78 (1 Wo.)UK | US32 Platin · (3 Wo.)US | Erstveröffentlichung: 24. September 2021 Verkäufe: + 1.000.000; Joyner Lucas feat. J. Cole                          |
| 2021 | Poke It Out Folarin II                               | — | — | — | — | US73 (8 Wo.)US | Erstveröffentlichung: 1. Oktober 2021 Wale feat. J. Cole                                                            |
| 2022 | Johnny P’s Caddy Tana Talk 4                         | — | — | — | — | US72 (1 Wo.)US | Erstveröffentlichung: 28. Januar 2022 Benny the Butcher feat. J. Cole                                               |
| 2022 | Scared Money I Got Issues                            | — | — | — | — | US73 Gold · (1 Wo.)US | Erstveröffentlichung: 4. Februar 2022 Verkäufe: + 500.000; YG feat. J. Cole & Moneybagg Yo                          |
| 2022 | London Really Her                                    | — | — | — | UK79 (1 Wo.)UK | US62 (1 Wo.)US | Erstveröffentlichung: 8. April 2022 Bia feat. J. Cole                                                               |
| 2023 | On the Street –                                      | — | — | — | UK37 (1 Wo.)UK | US60 (1 Wo.)US | Erstveröffentlichung: 3. März 2023 J-Hope feat. J. Cole                                                             |
| 2023 | All My Life Almost Healed                            | DE97 (1 Wo.)DE | — | CH69 (3 Wo.)CH | UK14 Gold · (11 Wo.)UK | US2 ×4Vierfachplatin · (24 Wo.)US | Erstveröffentlichung: 12. Mai 2023 Lil Durk feat. J. Cole                                                           |
| 2023 | There I Go –                                         | — | — | — | — | US94 (1 Wo.)US | Erstveröffentlichung: 25. August 2023 Gucci Mane feat. J. Cole & Mike Will Made It                                  |
| 2024 | Ruby Rosary –                                        | — | — | — | — | US85 (1 Wo.)US | Erstveröffentlichung: 6. September 2024 ASAP Rocky feat. J. Cole                                                    |
| 2024 | Blow for Blow Post Traumatic                         | — | — | — | — | US88 (1 Wo.)US | Erstveröffentlichung: 27. September 2024 Tee Grizzley feat. J. Cole                                                 |
| Folgende Lieder erschienen nicht als Single, wurden aber durch das Album zum Download und Streaming bereitgestellt und konnten somit eine Platzierung erlangen: |                                                      | | | | | | |
| |                                                      | | | | | | |
| 2018 | Pretty Little Fears East Atlanta Love Letter         | — | — | — | UK86 Silber · (1 Wo.)UK | US76 ×2Doppelplatin · (1 Wo.)US | Charteinstieg: 27. September 2018 Verkäufe: + 2.410.000; 6lack feat. J. Cole                                        |
| 2019 | Under the Sun Revenge of the Dreamers III            | — | — | — | UK— SilberUK | US44 ×2Doppelplatin · (3 Wo.)US | Charteinstieg: 20. Juli 2019 Verkäufe: + 2.230.000; Dreamville feat. J. Cole, Lute & DaBaby                         |
| 2021 | Stressed Punk                                        | — | — | — | — | US69 (1 Wo.)US | Charteinstieg: 30. Oktober 2021 Young Thug feat. J. Cole & T-Shyne                                                  |
| 2023 | To Summer, From Cole (Audio Hug) Clear 2: Soft Life  | — | — | — | — | US63 Gold · (1 Wo.)US | Charteinstieg: 3. Juni 2023 Verkäufe: + 500.000; Summer Walker feat. J. Cole                                        |
| 2023 | First Person Shooter For All the Dogs                | DE— bDE | AT38 (1 Wo.)AT | CH10 (3 Wo.)CH | UK4 Silber · (11 Wo.)UK | US1 (20 Wo.)US | Charteinstieg: 15. Oktober 2023 Verkäufe: + 275.000; Drake feat. J. Cole                                            |
| 2023 | Evil Ways For All the Dogs Scary Hours Edition       | — | — | — | — | US26 (1 Wo.)US | Charteinstieg: 2. Dezember 2023 Drake feat. J. Cole                                                                 |
| 2023 | Let Me Calm Down Pink Friday 2                       | — | — | — | — | US63 (1 Wo.)US | Charteinstieg: 23. Dezember 2023 Nicki Minaj feat. J. Cole                                                          |
| 2024 | Red Leather We Still Don’t Trust You                 | — | — | — | — | US39 (1 Wo.)US | Charteinstieg: 27. April 2024 Future & Metro Boomin feat. J. Cole                                                   |

## Promoveröffentlichungen
Promo-Singles

| Jahr | Titel Album                    | Höchstplatzierung, Gesamtwochen, AuszeichnungChartplatzierungen (Jahr, Titel, Album, Platzierungen, Wochen, Auszeichnungen, Anmerkungen) | Höchstplatzierung, Gesamtwochen, AuszeichnungChartplatzierungen (Jahr, Titel, Album, Platzierungen, Wochen, Auszeichnungen, Anmerkungen) | Höchstplatzierung, Gesamtwochen, AuszeichnungChartplatzierungen (Jahr, Titel, Album, Platzierungen, Wochen, Auszeichnungen, Anmerkungen) | Höchstplatzierung, Gesamtwochen, AuszeichnungChartplatzierungen (Jahr, Titel, Album, Platzierungen, Wochen, Auszeichnungen, Anmerkungen) | Höchstplatzierung, Gesamtwochen, AuszeichnungChartplatzierungen (Jahr, Titel, Album, Platzierungen, Wochen, Auszeichnungen, Anmerkungen) | Anmerkungen                                             |
| Jahr | Titel Album                    | DE | AT | CH | UK | US | Anmerkungen                                             |
| ---- | ------------------------------ | --- | --- | --- | --- | --- | ------------------------------------------------------- |
| 2010 | A Star Is Born The Blueprint 3 | — | — | — | — | — | Erstveröffentlichung: 25. Juni 2010 Jay-Z feat. J. Cole |

## Statistik

### Chartauswertung
|                     | DE    | AT    | CH    | UK    | US     |
| ------------------- | ----- | ----- | ----- | ----- | ------ |
| Nummer-eins-Alben   | DE—DE | AT—AT | CH—CH | UK—UK | US7US  |
| Top-10-Alben        | DE—DE | AT1AT | CH3CH | UK4UK | US8US  |
| Alben in den Charts | DE5DE | AT3AT | CH8CH | UK8UK | US13US |

|                       | DE    | AT    | CH     | UK     | US     |
| --------------------- | ----- | ----- | ------ | ------ | ------ |
| Nummer-eins-Singles   | DE—DE | AT—AT | CH—CH  | UK—UK  | US1US  |
| Top-10-Singles        | DE—DE | AT—AT | CH1CH  | UK2UK  | US13US |
| Singles in den Charts | DE3DE | AT4AT | CH15CH | UK33UK | US91US |

### Auszeichnungen für Musikverkäufe
| Land/RegionAuszeichnungen für Musikverkäufe (Land/Region, Auszeichnungen, Verkäufe, Quellen) | Silber       | Gold       | Platin         | Diamant     | Verkäufe    | Quellen              |
| -------------------------------------------------------------------------------------------- | ------------ | ---------- | -------------- | ----------- | ----------- | -------------------- |
| Australien (ARIA)                                                                            | —            | 14× Gold14 | 31× Platin31   | —           | 2.660.000   | aria.com.au          |
| Brasilien (PMB)                                                                              | —            | 6× Gold6   | 8× Platin8     | —           | 470.000     | pro-musicabr.org.br  |
| Dänemark (IFPI)                                                                              | —            | 7× Gold7   | 10× Platin10   | —           | 830.000     | ifpi.dk              |
| Deutschland (BVMI)                                                                           | —            | Gold1      | —              | —           | 200.000     | musikindustrie.de    |
| Frankreich (SNEP)                                                                            | —            | 2× Gold2   | —              | —           | 200.000     | snepmusique.com      |
| Griechenland (IFPI)                                                                          | —            | Gold1      | 2× Platin2     | —           | 50.000      | Einzelnachweise      |
| Italien (FIMI)                                                                               | —            | 4× Gold4   | Platin1        | —           | 260.000     | fimi.it              |
| Kanada (MC)                                                                                  | —            | 8× Gold8   | 14× Platin14   | —           | 1.600.000   | musiccanada.com      |
| Mexiko (AMPROFON)                                                                            | —            | —          | Platin1        | —           | 60.000      | amprofon.com.mx      |
| Neuseeland (RMNZ)                                                                            | —            | 2× Gold2   | 70× Platin70   | —           | 1.950.000   | radioscope.co.nz NZ2 |
| Polen (ZPAV)                                                                                 | —            | 2× Gold2   | Platin1        | —           | 100.000     | olis.pl              |
| Portugal (AFP)                                                                               | —            | 5× Gold5   | 6× Platin6     | —           | 85.000      | Einzelnachweise      |
| Spanien (Promusicae)                                                                         | —            | 2× Gold2   | —              | —           | 60.000      | elportaldemusica.es  |
| Vereinigte Staaten (RIAA)                                                                    | —            | 30× Gold30 | 109× Platin109 | 2× Diamant2 | 143.030.000 | riaa.com US2         |
| Vereinigtes Königreich (BPI)                                                                 | 17× Silber17 | 11× Gold11 | 12× Platin12   | —           | 13.000.000  | bpi.co.uk            |
| Insgesamt                                                                                    | 17× Silber17 | 95× Gold95 | 265× Platin265 | 2× Diamant2 |             |                      |